# Rosina Galli
Rosina Fiorini Galli (Venezia, 10 agosto 1906 – Madrid, 3 dicembre 1969) è stata un'attrice e doppiatrice italiana.

## Biografia
Trasferitasi negli Stati Uniti d'America sul finire degli anni '20, dopo aver preso parte a diverse compagnie teatrali, ottenendo un riconosciuto successo di pubblico e critica, venne assunta dalla Metro-Goldwyn-Mayer in qualità di doppiatrice. Grazie a ciò divenne l'apprezzata voce italiana ufficiale di Joan Crawford e di Marie Dressler. Fu inoltre la voce di Myrna Loy in Si riparla dell'uomo ombra del 1939 e Ti amo ancora del 1940 e di Hedy Lamarr ne Le fanciulle delle follie del 1941 nei doppiaggi italiani di questi film realizzati direttamente negli Stati Uniti durante la seconda guerra mondiale.
A partire dal 1936 si dedicò al cinema e nel 1937 partecipò a Maria Walewska di Clarence Brown. Ricoprì diversi ruoli, quasi sempre secondari, fino al 1952 anno in cui partecipò al suo ultimo film: La tratta delle bianche, diretto da Luigi Comencini.
Era sposata col doppiatore e direttore di doppiaggio Augusto Galli, da cui prese il cognome.

## Filmografia
- Moonlight Murder, regia di Edwin L. Marin (1936)
- Maria Walewska (Conquest), regia di Clarence Brown (1937)
- L'ultima nave da Shanghai (International Settlement), regia di Eugene Forde (1938)
- Cuori umani (Of Human Hearts), regia di Clarence Brown (1938)
- Yellow Jack, regia di George B. Seitz (1938)
- Marco il ribelle (Blockade), regia di William Dieterle (1938)
- Chi vuole un million (I'll Give a Million), regia di Walter Lang (1938)
- Sul mare luccica (Fisherman's Wharf), regia di Bernard Vorhaus (1939)
- Il terrore dell'Ovest (The Oklahoma Kid), regia di Lloyd Bacon (1939)
- Ragazze sperdute (Missing Daughters), regia di Charles C. Coleman (1939)
- La casa delle fanciulle (The Housekeeper's Daughter), regia di Hal Roach (1939)
- La grande pioggia (The Rains Came), regia di Clarence Brown (1939)
- Fuga in paradiso (Escape to Paradise), regia di Erle C. Kenton (1939)
- Questa donna è mia (I Take This Woman), regia di Frank Borzage (1940)
- You Can't Fool Your Wife, regia di Ray McCarey (1940)
- L'uomo che parlò troppo (The Man Who Talked Too Much), regia di Vincent Sherman (1940)
- You're Not So Tough, regia di Joe May (1940)
- Girl from God's Country, regia di Sidney Salkow (1940)
- Ciò che si chiama amore (This Thing Called Love), regia di Alexander Hall (1941)
- Respect the Law, regia di Joseph M. Newman (1941)
- Avventura a Bombay (They Met in Bombay), regia di Clarence Brown (1941)
- Rags to Riches, regia di Joseph Kane (1941)
- Mob Town, regia di William Nigh (1941)
- Gauchos of El Dorado, regia di Lester Orlebeck (1941)
- The Mad Doctor of Market Street, regia di Joseph H. Lewis (1942)
- La mascotte dei fuorilegge (Butch Minds the Baby), regia di Albert S. Rogell (1942)
- Follie di New York (My Gal Sal), regia di Irving Cummings (1942)
- L'idolo delle folle (The Pride of the Yankees), regia di Sam Wood (1942)
- Underground Agent, regia di Michael Gordon (1942)
- Good Luck, Mr. Yates, regia di Ray Enright (1943)
- Il passo del carnefice (The Fallen Sparrow), regia di Richard Wallace (1943)
- Il fantasma dell'opera (Phantom of the Opera), regia di Arthur Lubin (1943)
- Sua altezza è innamorata (Princess O'Rourke), regia di Norman Krasna (1943)
- The Navy Way, regia di William Berke (1944)
- Il pilota del Mississippi (The Adventures of Mark Twain), regia di Irving Rapper (1944)
- Man from Frisco, regia di Robert Florey (1944)
- E poi dove si va? (Where Do We Go from Here?), regia di Gregory Ratoff e George Seaton (1945)
- Una stella nella notte (Star in the Night), regia di Don Siegel (1945)
- Jolanda e il re della samba (Yolanda and the Thief), regia di Vincente Minnelli (1945)
- Cagliostro, regia di Gregory Ratoff (1949)
- La strada buia, regia di Sidney Salkow e Marino Girolami (1950)
- Vulcano, regia di William Dieterle (1950)

## Doppiaggio
- Joan Crawford in La via del male, L'amante, Ritorno, Incatenata, Volto di donna
- Myrna Loy in Si riparla dell'uomo ombra, Ti amo ancora
- Marie Dressler in Castigo
- Margaret Sullavan in Scrivimi fermo posta
- Hedy Lamarr in Le fanciulle delle follie
- Anne Revere in Bernadette